# Edificio Oliver (Pittsburgh)
El edificio Henry W. Oliver es un rascacielos de 25 pisos y 106 metros en 535 Smithfield Street, frente a la plaza Mellon en la ciudad de Pittsburgh, la capital del estado de Pensilvania (Estados Unidos). El edificio fue diseñado por Daniel Burnham y construido entre 1908 y 1910, que consiste en una fachada de piedra y terracota sobre un marco de acero. Costó 3.5 millones de dólares (unos 99,6 millones de hoy).

## Historia
La estructura se completó según los parámetros del testamento de Oliver, es decir para consolidar la gestión de sus operaciones de acero y carbón, y para dejar una marca en la ciudad. La ubicación de Oliver para la estructura fue una vez la casa de fundación original de Mellon Financial desde su inicio en 1869 hasta 1871 cuando el banco se trasladó al otro lado de la calle y por una cuadra. Durante muchos años, los inquilinos principales del edificio fueron el bufete de abogados internacional K&L Gates, pero en 2007 se mudaron al edificio Ariba más grande, que se conoció como Centro K&L Gates. Desde su partida, el edificio solo estuvo ocupado en un 40 por ciento durante varios años.
De 2013 a 2015, los pisos 15 al 25 del edificio estaban en proceso de conversión para abrir un hotel Embassy Suites de 228 habitaciones a fines de 2015.